# Jan Kříženecký
Jan Kříženecký (20 mars 1868 – 9 février 1921) est un cinéaste tchèque considéré comme le fondateur du cinéma tchèque équivalent pour celui-ci d’Auguste et Louis Lumière pour le cinéma français.